# Alves Barbosa
Pour les articles homonymes, voir Barbosa.
Alves Barbosa est un coureur cycliste portugais né le 24 décembre 1931 à Figueira da Foz et mort le 29 septembre 2018 dans la même ville.
Il est le premier Portugais de l'histoire du cyclisme à figurer dans les dix premiers du Tour de France, en 1956.

## Biographie
Après sa carrière de coureur il devient entraîneur (Benfica, directeur technique national de l'équipe portugaise (1975-1978 et 1989-1992), puis commentateur pour la radio et la télévision portugaise.

## Palmarès, résultats et distinctions

### Palmarès sur route
- 1950
  -  Champion du Portugal sur route juniors
- 1951
  - Tour du Portugal :
    - Classement général
    - Prologue et 3e étape
- 1952
  - 9e étape du Tour du Maroc
  - Prova Ciclística 9 de Julho
- 1954
  -  Champion du Portugal sur route
- 1955
  - 6e, 9e, 11e, 12e, 13e et 15e étapes du Tour du Portugal
  - Prova Ciclística 9 de Julho
  - 3e du Tour du Portugal
- 1956
  -  Champion du Portugal sur route
  - Tour du Portugal :
    - Classement général
    - 2ea, 4ea, 7e, 8eb, 9eb, 10eb, 12e, 14e et 15e étapes

  - 10e du Tour de France
- 1958
  - Tour du Portugal :
    - Classement général
    - 1reb, 8e, 12e, 16eb, 17e, 21e, 22e et 23e étapes
- 1959
  - 5ea, 13e, 14e, 15ea, 16ea et 19eb étapes du Tour du Portugal
- 1960
  - 2 étapes du Tour du Maroc
- 1961
  - 4e étape du Tour d'Andalousie
  - 9e étape du Tour d'Espagne
  - 2e du championnat du Portugal sur route

### Résultats sur les grands tours

#### Tour de France
4 participations
- 1956 : 10e
- 1957 : abandon (17e étape)
- 1958 : 76e
- 1960 : 65e

#### Tour d'Espagne
3 participations
- 1957 : 17e
- 1958 : 16e
- 1961 : 18e, vainqueur de la 9e étape

### Palmarès sur piste

#### Championnats nationaux
- Champion du Portugal de vitesse en 1954, 1955, 1956, 1958 et 1959

### Palmarès en cyclo-cross
- 1960
  -  Champion du Portugal de cyclo-cross
- 1961
  -  Champion du Portugal de cyclo-cross

### Autres résultats
| - 1951 - Circuit de Malveira - 1953 - Circuit de Malveira - 1954 - 3e du Circuit de Malveira - 1955 - Tour du Sul do Save - Circuit de Malveira - 1956 - Circuit des Champions - Circuit de Curia - Circuit de Malveira - 8e des Quatre Jours de Dunkerque - 1957 - Circuit de Curia - Critérium de Lisbonne - Critérium de Porto - Circuit de Santo Tirso - 24e de Paris-Nice - 1958 - Circuit d'Alpiarça - Circuit des Champions - Critérium de Figueria - Circuit de Curia - Circuit de Grândola - 1re étape de Porto-Viseu-Porto | - 1959 - Circuit de Alenquer - Circuit des Vendanges - Circuit de Fafe - Circuit de Famalicão - Circuit de Vila da Feira - Grand Prix Cidla : - Classement général - 2e, 4e et 5e étapes - Circuit de Malveira - Critérium de Narbonne - Circuit de Rio Maior - Circuit de Santo Tirso - Grand Prix Vilar : - Classement général - 2ea, 2eb, 3ea et 7ea étapes - 1960 - Circuit de Malveira - Grand Prix Vilar : - Classement général - 3ea, 4ea, 4eb, 5e, 7e, 8eb, 9ea et 9eb étapes - 1961 - Circuit des Champions - Circuit de Vila da Feira - Deux jours de Figueira da Foz |  |

### Distinctions
- Cycliste de l'année du CycloLusitano : 1951, 1954, 1956, 1958, 1959